# Mesrob III Nishanian
Mesrob III Nishanian (en arménien Մեսրոպ Գ Նիշանեան ; né le 30 septembre 1872 et mort en août 1944) est le 93e patriarche arménien de Jérusalem. Locum tenens à deux reprises auparavant, il est à la tête du patriarcat arménien de Jérusalem de 1939 à sa mort.